# Magnus Andersson (político)

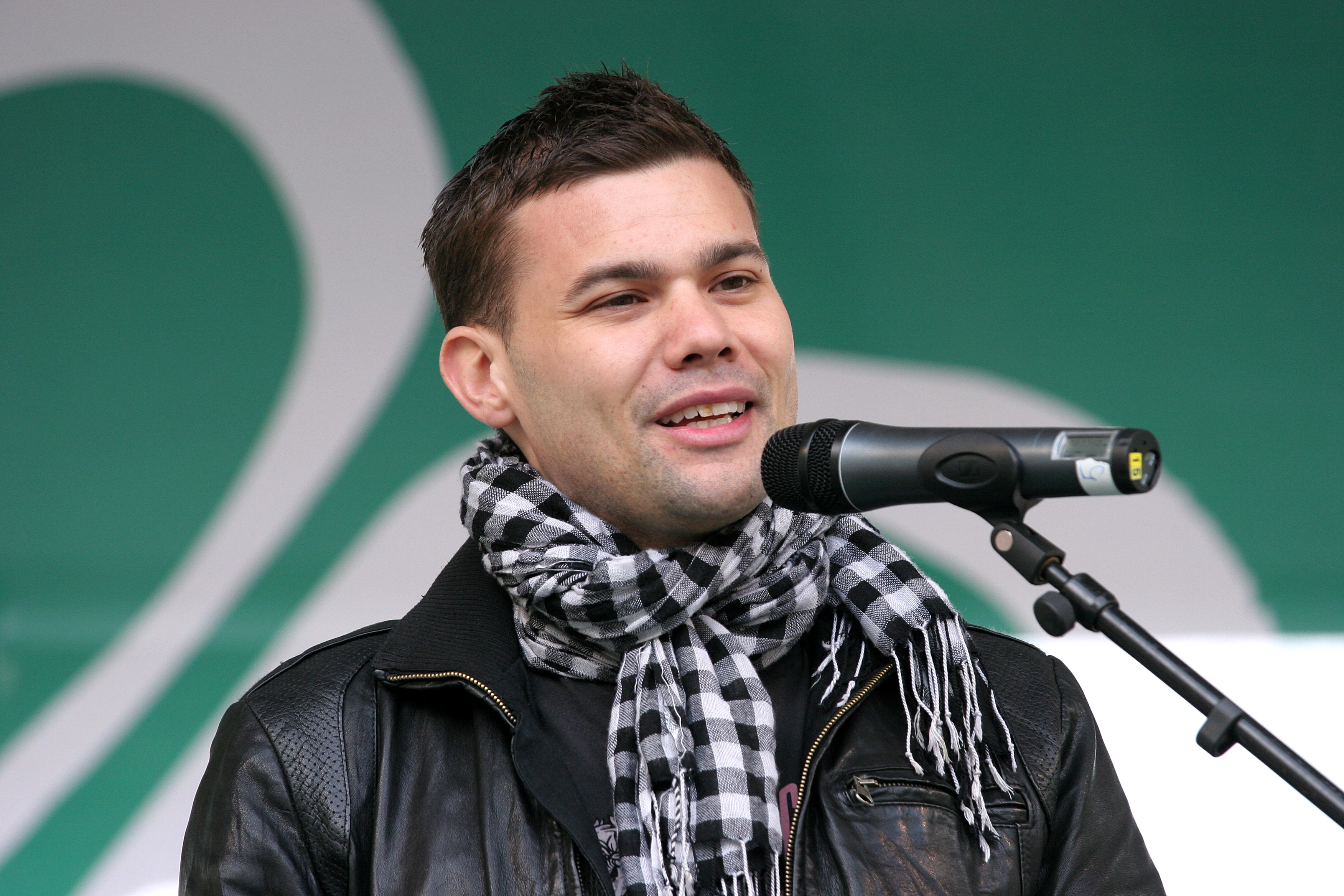

Magnus Andersson (16 de outubro de 1981) é um político sueco.